# 1950년대 대한민국의 영화 목록
다음은 1950년대에 관한 대한민국 영화의 연도순 목록이다.
- 1950년 대한민국의 영화 목록
- 1951년 대한민국의 영화 목록
- 1952년 대한민국의 영화 목록
- 1953년 대한민국의 영화 목록
- 1954년 대한민국의 영화 목록
- 1955년 대한민국의 영화 목록
- 1956년 대한민국의 영화 목록
- 1957년 대한민국의 영화 목록
- 1958년 대한민국의 영화 목록
- 1959년 대한민국의 영화 목록

## 같이 보기
- 1950년대 영화 목록
- 1960년대 대한민국의 영화 목록